# Kurt von Briesen
Kurt von Briesen, född 3 maj 1886 i Anklam ca 50 km nordost om Neubrandenburg, död 20 november 1941 vid Andrejevka i Sovjetunionen (stupad i strid), var en tysk militär. Han befordrades till generalmajor 1937 och till general i infanteriet 1940 samt erhöll Riddarkorset av järnkorset 1939.

## Befäl
- 69. infanteriregementet oktober 1935 – februari 1938
- 30. Division februari 1938 – november 1940
- LII. Armeekorps november 1940 – 20 november 1941.